# Pagellus acarne
Espèce
Statut de conservation UICN

 LC  : Préoccupation mineure
Pagellus acarne (Pageot acarne, Pageot blanc) est un poisson de la famille des Sparidae.

## Distribution
Ce poisson se rencontre en Méditerranée, en Atlantique Est, au niveau des îles Canaries, du Cap Vert... Il vit généralement à une profondeur comprise entre 40 et 100 m (max : 500 m).

## Reproduction
Il pond ses œufs deux fois par an printemps et automne, le nombre d'œufs varie d'une région à une autre (Méditerranée ouest 50000 œufs par acte de ponte)

## Description

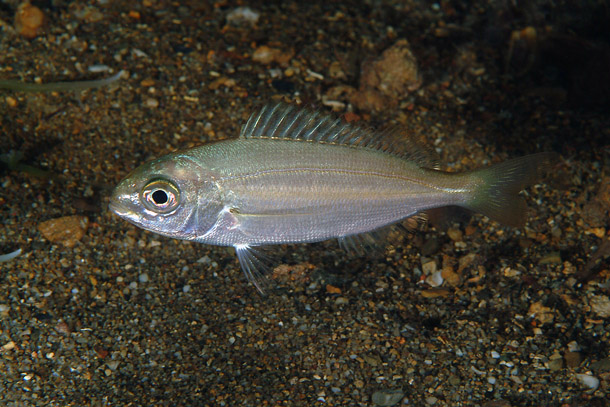
Pagellus acarne, juvénile.

Pagellus acarne mesure jusqu'à 36 cm. Son corps est argenté et de forme allongée. Les nageoires pectorales présentent un tache noire à leur base.